# Aulacophora nigrosignata
Aulacophora nigrosignata es una especie de insecto coleóptero de la familia Chrysomelidae.

## Distribución geográfica
Habita en la isla de Flores (Indonesia).